# FIFA Manager 12
FIFA Manager 12 é um jogo eletrônico de futebol lançado em outubro de 2011, desenvolvido pela Bright Future e publicado pela Electronic Arts.